# Blepharita surtur
Blepharita surtur är en fjärilsart som beskrevs av Herrich-Schäffer 1856. Blepharita surtur ingår i släktet Blepharita och familjen nattflyn. Inga underarter finns listade i Catalogue of Life.